# Beschusswesen
Beschusswesen ist ein Sammelbegriff für Aufgaben wie die Beschussprüfung, die von Prüfstellen zur Feststellung der Sicherheit und Normgerechtigkeit von Schusswaffen, Munition und Schutzwaffen wahrgenommen wird. In Deutschland sind die Prüfstellen den deutschen Beschussämtern angegliedert. Letztere sind ihrerseits im internationalen Verbund der zertifizierten C.I.P.-Prüfstellen organisiert.

## Geschichte
Die Geschichte des Beschusswesens ist eng mit der Entwicklung und der Forderung nach der Sicherheit von Schusswaffen verbunden. Bei den ersten Schusswaffen hafteten die Büchsenmacher und Büchsenmeister auch mit ihrem Leben für die Sicherheit der Waffen. Es war üblich, dass die Waffen ihren Erstbeschuss bei ihnen erhielten. Bereits im 15. Jahrhundert setzten einige Städte eine Beschusspflicht für Feuerwaffen durch die in ihrem Einflussbereich produziert und verkauft wurden. Vorreiter war hier der Stadtrat von Nürnberg, der mit der Beschusspflicht vor allem die Qualitätssicherung der in der Stadt hergestellten Feuerwaffen und damit die Sicherung des guten Rufes der Stadt sowie seiner Erzeugnisse verfolgte. Im 18. und 19. Jahrhundert wurde das Abnahme- und Beschusswesen im Wesentlichen auf Betreiben des Militärs weiterentwickelt. Schwerpunkte bei der Normierung finden sich zunächst in artilleristischen Bereichen. Es finden sich aus etlichen militärischen Quellen Anweisungen zur Beschussprüfung. Erwähnenswert darunter sind:
- Niederlande
  - Menno van Coehoorn, Werke des Artillerie- und Festungsbaumeisters zur Artillerie
  - Kriegsministerium (Departement van Oorlog), Vorschriften zum militärischen Beschuss, 1815[3]

- Nordamerika
  - United States Navy, Inspection and proof of naval guns, 1866[4]
  - United States Navy, Marking small arms, 1866[5]

Die Entwicklung des Beschusswesens teilte sich Ende des 19. Jahrhunderts in militärische Abnahmen und Prüfungen für den Bereich der zivil genutzten Feuerwaffen und Munition.

### Entwicklung im 20. Jahrhundert
Die Entwicklung des Beschusswesens im 20. Jahrhundert ist wegen des erheblichen technischen Fortschritts, wegen zwei Weltkriegen und wegen zahlreichen staatsrechtlichen Wechseln sehr unübersichtlich. Nähere Informationen finden sich innerhalb der Artikel zu den Beschussämtern und im Artikel Beschussprüfung. Bemerkenswert ist die Zahl der unterschiedlichsten Beschussmarken, die im 20. Jahrhundert verwendet wurden. Ältere Beschussmarken sind in diversen Ländern weiterhin gültig.
Übersicht von deutschen Beschussmarken zum Nitrobeschuss:

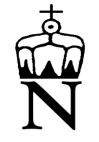
Kennzeichen für deutschen Nitrobeschuss für Büchsen bis 1939
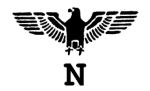
Kennzeichen für deutschen Nitrobeschuss 1939 bis 1945
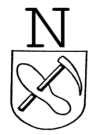
Kennzeichen für ostdeutschen Nitrobeschuss 1946 bis 1990
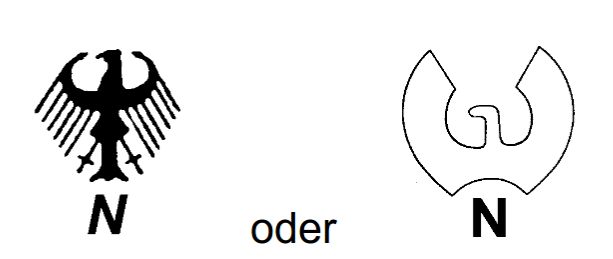
Kennzeichen für westdeutschen Nitrobeschuss 1946 bis 1990
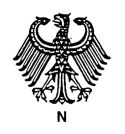
Kennzeichen für deutschen Nitrobeschuss ab 1991

### Situation zum Ende des 20. Jahrhunderts
Die den meisten europäischen Staaten haben sich zur einheitlichen Gestaltung des Beschusswesens als Mitglieder der Commission Internationale Permanente pour l’Epreuve des Armes à Feu Portatives verpflichtet. Im amerikanischen Raum übernimmt die SAAMI als Herstellerorganisation ähnliche Aufgaben, wobei dort für den zivilen Bereich keine Beschussprüfungen vorgesehen sind. Das Beschusswesen im militärischen Bereich wird von den Streitkräfteorganisationen der einzelnen Staaten wahrgenommen. Normen dazu finden sich für die NATO
beispielsweise heute in STANAG-Vorschriften.

### Entwicklung im 21. Jahrhundert
Der technische Fortschritt im 21. Jahrhundert brachte einige kleine Änderungen wie beispielsweise die Anbringung der Beschussmarken mit Lasergravur auf den Waffen. Nach wie vor wird jede einzelne Waffe geprüft.

## Aufgaben
Hauptaufgabe des Beschusswesens ist die Sicherheit von Schusswaffen und Munition. In der Bundesrepublik Deutschland wird dies durch das Beschussgesetz geregelt. Zusätzliche Aufgaben finden sich in Teilbereichen des Beschusswesens zu geeigneten Schutzwaffen, rechtlichen Betrachtungen und in der Normierung dieser Fachgebiete. Einzelaufgaben und Disziplinen, die dabei beachtet werden, finden sich in:
- Ballistik
- Prüfung
- Zertifizierung
- Rechtsberatung

Diese Aufgaben werden in Deutschland hauptsächlich von Beschussämtern wahrgenommen und bezüglich der Schutzwaffen von der Vereinigung der Prüfstellen für angriffshemmende Materialien und Konstruktionen unterstützt. International werden diese Aufgaben von den Mitgliedsorganisationen der C.I.P. wahrgenommen.